# Michaela Klamminger
Michaela Klamminger (* 1989 in Graz) ist eine österreichische Schauspielerin.

## Leben
Michaela Klamminger erhielt ihre Schauspielausbildung ab 2007 an der Universität für Musik und darstellende Kunst Graz. Während ihres Studiums, das sie 2011 als Magistra abschloss, stand sie am Schauspielhaus Graz auf der Bühne. Ein Austauschsemester absolviert sie 2010 an der Hochschule für Musik und Theater Rostock. Erste Film- und Fernsehrollen hatte sie 2006 in Heile Welt von Jakob M. Erwa und der ORF-Produktion Die Ohrfeige von Johannes Fabrick.
Von 2011 bis 2014/15 war sie am Nationaltheater Mannheim engagiert, wo sie unter anderem die Titelrolle in einer Bühnenfassung des Romanes Agnes von Peter Stamm verkörperte. Von 2015 bis 2019 gehörte sie am Staatstheater Kassel zum Ensemble und spielte dort beispielsweise die Luise in Kabale und Liebe, Holly Golightly in Frühstück bei Tiffany und Mariedl in Die Präsidentinnen.
Seit 2019 ist sie Ensemblemitglied am Theater in der Josefstadt in Wien. Dort bzw. an den Kammerspielen der Josefstadt stand sie unter anderem in Der Vorname als Anna, in Mord im Orientexpress als Gräfin Andrenyi und als Eva Gerndl in Das Konzert auf der Bühne. Im September 2021 feierte sie an der Josefstadt mit der Dramatisierung des Romans Der Weg ins Freie von Arthur Schnitzler als Else Ehrenberg Premiere.
Bei den Tiroler Volksschauspielen Telfs war sie im Sommer 2021 in der österreichischen Erstaufführung von Rut von Christoph Nix in der Titelrolle zu sehen.

## Filmografie (Auswahl)
- 2006: Heile Welt
- 2006: Die Ohrfeige (Fernsehfilm)
- 2010: Bell Canto
- 2014: Abrupt (Kurzfilm)
- 2015: The Call (Kurzfilm)
- 2021: Der Vorname (Fernsehfilm)
- 2022: Euer Ehren (Fernsehserie)
- 2023: Im Schatten der Angst – Du sollst nicht lügen (Fernsehfilm)
- 2024: Ewig Dein (Fernsehfilm)
- 2024: SOKO Donau/SOKO Wien – Katz und Maus (Fernsehserie)
- 2024: Landkrimi: Steirermord (Fernsehreihe)

## Auszeichnungen (Auswahl)
- 2019: Volksbühne-Preis des Staatstheaters Kassel[6]